# Typhloreicheia supramontis
Typhloreicheia supramontis is een keversoort uit de familie van de loopkevers (Carabidae). De wetenschappelijke naam van de soort is voor het eerst geldig gepubliceerd in 2005 door Leo; Magrini & Fancello.